# Anaxandro
Anaxandro  (griego antiguo Άνάξανδρος) fue un rey de Esparta que gobernó aproximadamente entre los años 640 y 616 a. C.
Era el duodécimo rey de la línea dinástica de los Agíadas, hijo de Eurícrates y padre de Euricrátidas, su sucesor.